# Schizocodon ilicifolius
Schizocodon ilicifolius är en fjällgröneväxtart som beskrevs av Carl Maximowicz. Schizocodon ilicifolius ingår i släktet Schizocodon och familjen fjällgröneväxter.

## Underarter
Arten delas in i följande underarter:
- S. i. akaishi-alpinus
- S. i. australis
- S. i. intercedens
- S. i. minimus
- S. i. nankaiensis

## Bildgalleri

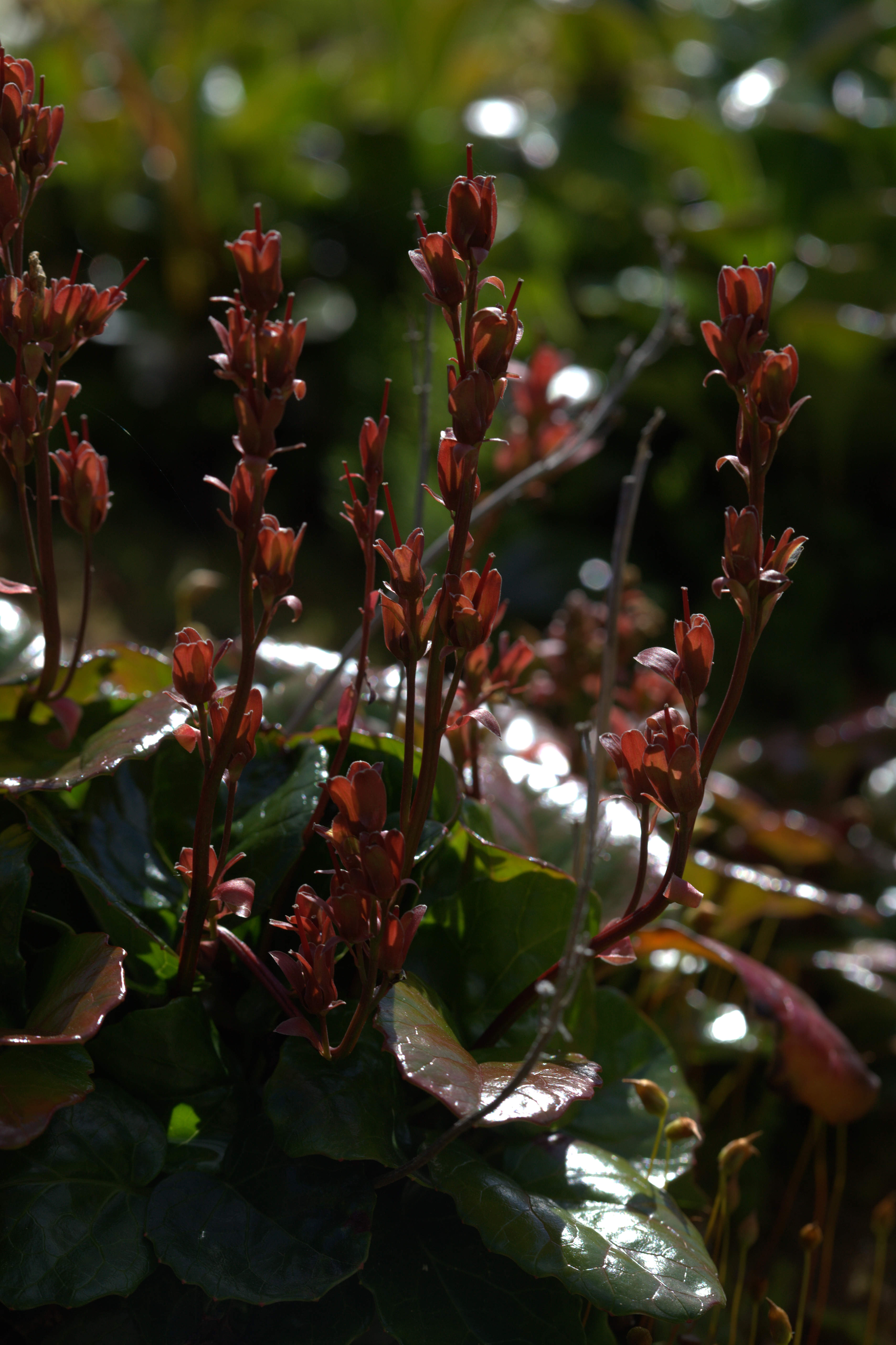
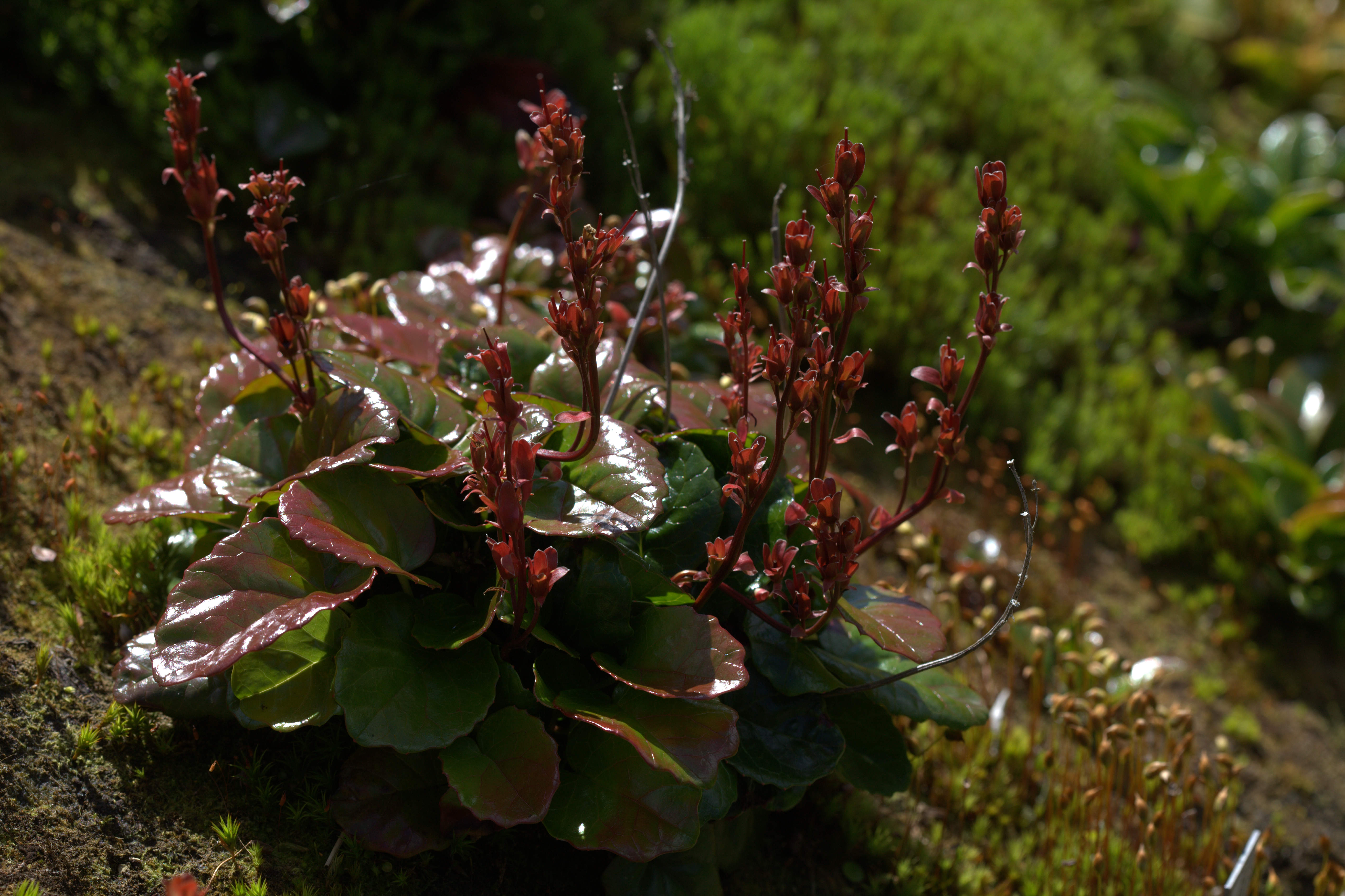
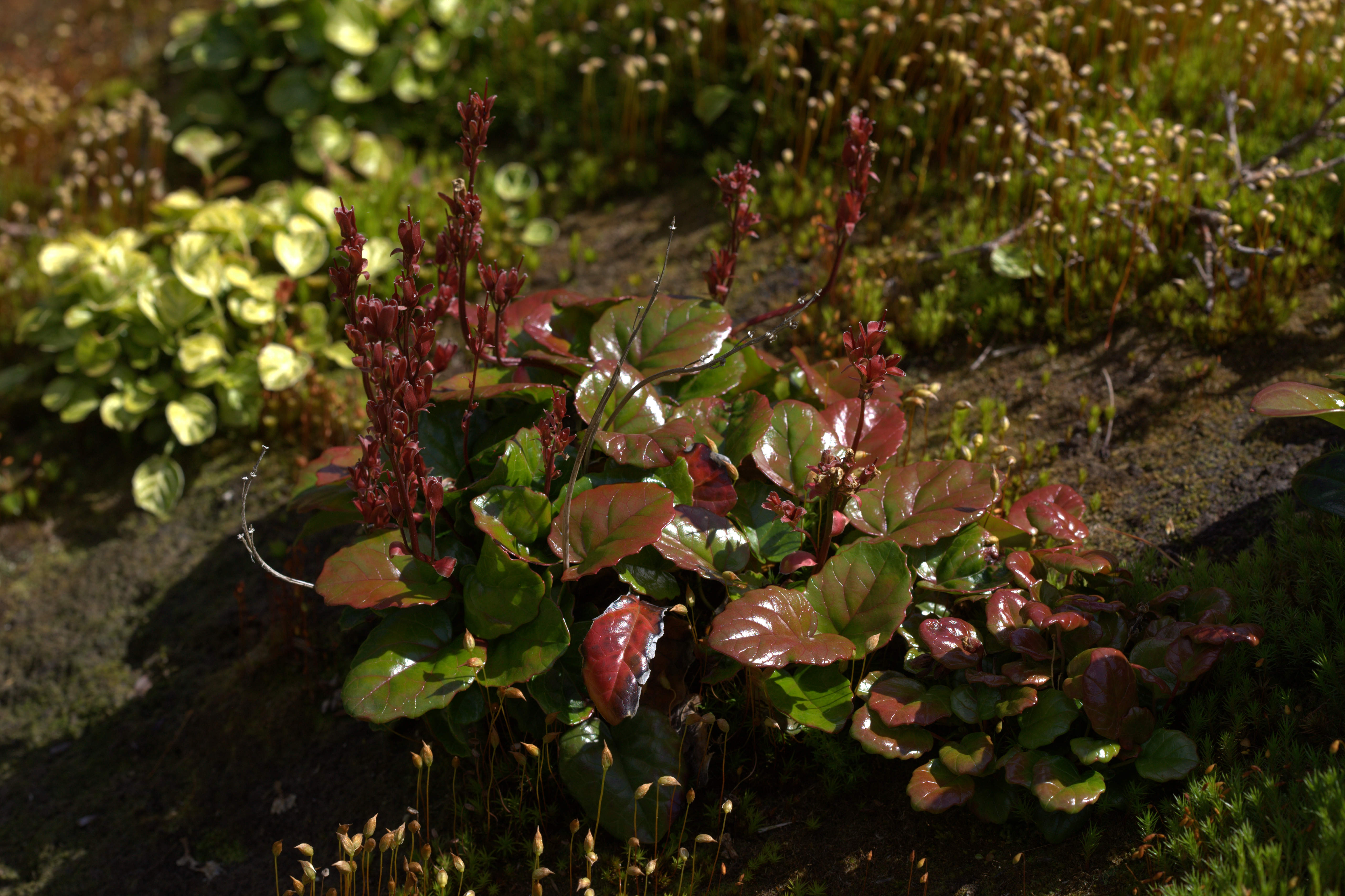
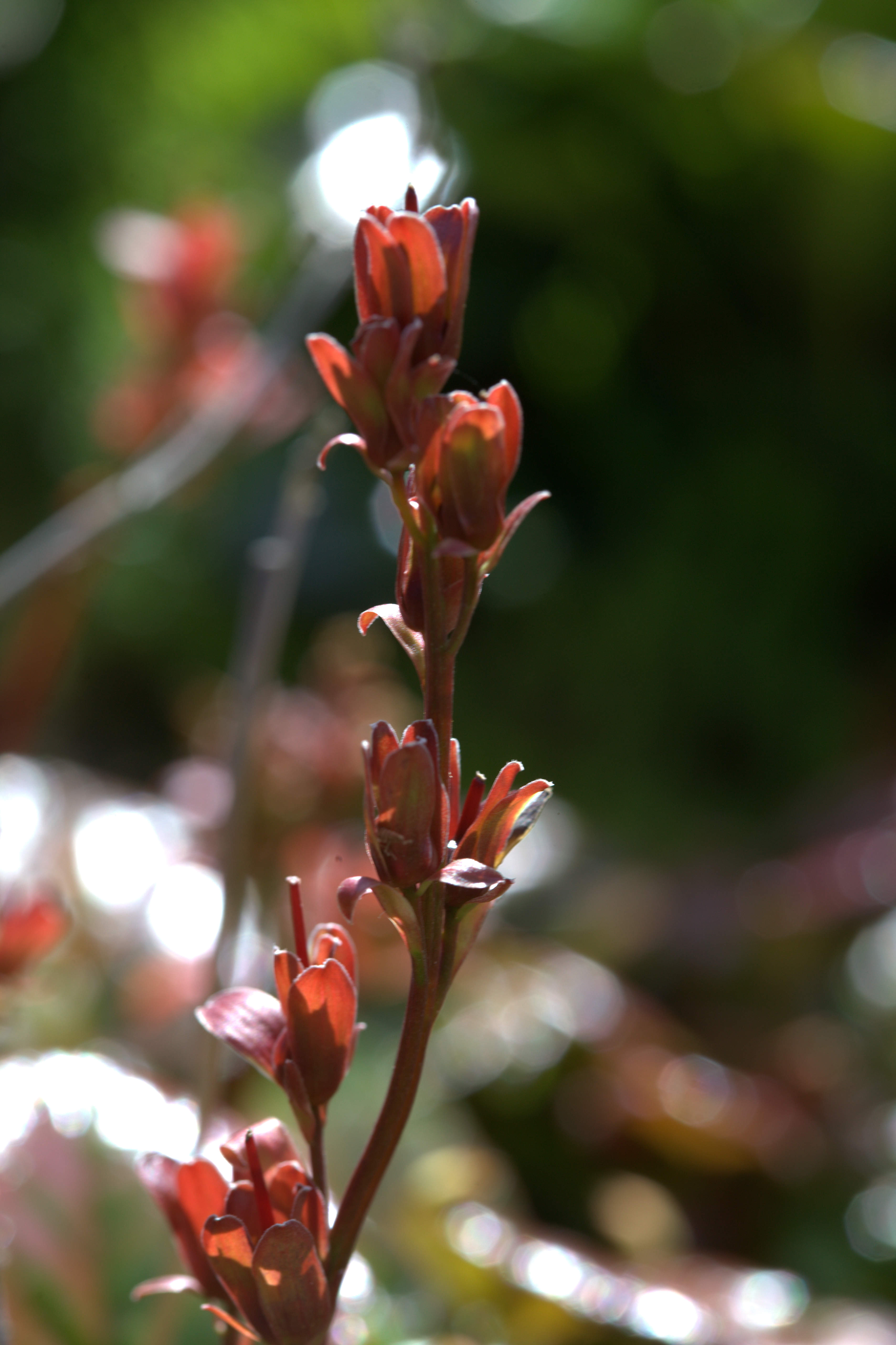